# Филомена (поэма)
«Филоме́на» (фр. Philomena) — поэма Кретьена де Труа, самое раннее из известных нам сохранившихся произведений трувера, созданное в 3-й четверти XII века. Данное название получило распространение после 1884 года, когда Гастон Пари (Gaston Paris) определил аутентичность части коллективного перевода «Метаморфоз» Овидия (Книга VI. Прокна и Филомела; 412—674) на старофранцузский язык, в которой автор Филомелу именовал Филоменой. При создании поэмы Кретьен де Труа использовал вариант древнегреческого мифа в изложении Овидия, поэтому его Филомена превратилась в соловья, как и Филомела у латинского поэта. Содержит 1 468 восьмисложных стихов. На русский язык не переведена.

## Название и описание
В 1884 году в Париже Гастон Пари сообщил в своём докладе в Академии о том, что он определил автора одной части общей компиляции «Метаморфоз» Овидия, рукопись которой имеет название «Нравоучительный Овидий» (фр. Ovide Moralisé). К такому выводу учёный пришёл на основании того, что в самом начале своего романа «Клижес» Кретьен де Труа перечисляет созданные им произведения. Поэтому обозначенное строками Et de la hupe et de l’aronde / Et del rossignol la Muance произведение получило название Muance de la hupe et de l’aronde et del rossignol, которое переводится на русский как «Превращение удода, ласточки и соловья». Однако обнаруженная поэма получила название «Филомена», поскольку автор использовал имя Филомена для обозначения мифологической Филомелы Овидия.
Поэма «Филомена» сохранилась только в рукописях «Нравоучительного Овидия». В начале XX века было известно о существовании 17 манускриптов этой компиляции: восемь хранились в Париже, два — в Руане, по одному — в Лионе, Брюсселле, Риме (Ватикане), Женеве, Берне, Лондоне, в частном собрании. Но за прошедшее столетие ситуация изменилась, и к настоящему времени общее количество манускриптов достигло 24.
«Филомена» — это первое по времени создания из известных нам сохранившихся произведений Кретьена де Труа, написанное около 1168 года. Такого мнения придерживался Поль Зюмтор, расценивавший композицию и стиль «Филомены» как бы первым наброском последующих кретьеновских романов. В статье БРЭ создание поэмы датируется 1165—1170 годами.
Авторская версия неизвестна, поскольку поэма сохранилась, как полагал П. Зюмтор, в обновлённой редакции конца XIII века, которую Н. М. Долгорукова датирует первой третью XIV века. Эта редакция входит в состав компиляции «Нравоучительный Овидий» на старофранцузском языке. В таком виде «поэма содержит 1 468 восьмисложных стихов и представляет собой амплификацию 250-строчного фрагмента „Метаморфоз“, повествующего о кровавой истории любви дочерей Пандиона». В «Филомене» Терей превращается в удода, Филомена — в соловья, и Прокна — в ласточку.
Во времена Кретьена де Труа в северной Франции возрос интерес к творчеству Овидия, и «автор „Клижеса“ и „Персеваля“ прошел через этап ученичества у латинского поэта». Следы юношеского увлечения Овидием прослеживаются как в сохранившейся «Филомене», как в названиях не дошедших до нас обработок ряда Овидиевых сюжетов, как в прямом указании на увлечение древнеримским поэтом в самом начале «Клижеса», так и «в выявленных исследователями реминисценциях из Овидия в ряде романов Кретьена».
Видимо, в отечественном литературоведении поэма «Филомена» детально не рассматривалась в специальных исследованиях. В отдельной главе «Бретонская интертекстуальность: Мария Французская и Кретьен де Труа» своей диссертации (2014), изданной впоследствии как монография (2016) Наталья Долгорукова освещает влияние «Филомены» Кретьена де Труа при создании лэ «Соловей» Марии Французской. При этом и за рубежом изучение интертекстуальных связей «Филомены» с последующими произведениями Кретьена началось не так давно. Отличительная особенность «Филомены» заключается в том, что она не входит в цикл артуровских романов трувера, но ни по этой причине, ни потому что она представляет его раннее сочинение, поэма не должна недооцениваться исследователями.

## Авторство
В поэме имя автора указано только один раз в стихе 734 — Crestiiens li Gois, что может расцениваться как ошибка переписчика вместо de Gois, что совпадает с топонимами Шампани Gois, fr:Gouaix, Goix и переводится как Кретьен из Гуа. Поль Зюмтор полагал, что даже несмотря на непонятное слово «Li-Gois» в странном имени автора, которое предлагали интерпретировать как прозвище «Весельчак» или даже как «Иудей», аутентичность поэмы можно считать вполне доказанной. При этом перевод li Gois как гой не находит веских оснований.
Не все медиевисты разделяют уверенность в авторстве Кретьена де Труа. Отдельные источники не признают Кретьена де Труа под неким неизвестным именем Crestiiens li Gois. Некоторые критики ставят под сомнение то, что упоминаемые в поэме адюльтер, инцест и жестокость соответствовали кретьеновской трактовке любви, поскольку слишком далеки от галантных нравов. Тем не менее, поэма «Филомена» вошла в собрание сочинений трувера.

## Издания
Первое критическое издание было подготовлено в 1900-е годы М. Л. Сюдром (M. Leopold Sudre).
- Boer C. de. Philomena, conte raconté d'après Ovide par Chrétien de Troyes :  [фр.] / Chrétien de Troyes, Cornelis de Boer. — Paris : Librairie Paul Geuthner, 1909. — CXX, 192 p.

## Комментарии
1. ↑  Здесь в качестве перевода фр. Ovide Moralisé предлагается вариант «Нравоучительный Овидий» вместо использовавшегося Н. М. Долгоруковой названия «Морализованный Овидий».